# Maria Anna av Hessen-Homburg
Maria Anna Amalia av Hessen-Homburg, kallad Marianne; född den 13 oktober 1785 i Homburg, död den 14 april 1846 i Berlin, var en preussisk prinsessa; gift 1804 med prins Vilhelm av Preussen. Hon deltog i representation som Preussens första dam vid officiella statsceremonier 1810–1840.

## Biografi
Maria Anna var dotter till lantgreve Fredrik V av Hessen-Homburg och Karoline av Hessen-Darmstadt.
Maria Anna tillhörde det Napoleon-fientliga partiet kring drottning Louise och stödde kriget mot Frankrike 1806. I mars 1813 utfärdade hon den berömda proklamationen till Preussens kvinnor, „Aufruf der königlichen Prinzessinnen an die Frauen im preußischen Staate“ och grundade den patriotiska kvinnoföreningen "Vaterländischen Frauenverein", något som gjorde henne berömd långt utanför Preussens gränser.
Maria Anna brevväxlade med bland andra reformatorn Freiherr vom Stein, von Hardenberg, bröderna Wilhelm och Alexander von Humboldt och var bekant med poeten Friedrich de la Motte Fouqué. Hon ägnade sig åt sociala projekt, åt fångvård vid Berliner Gefängnisinsassen och grundade ett barnhem i byn Pankow några kilometer norr om Berlin. Hon förälskade sig 1822 i greve Anton zu Stolberg-Wernigerode.

## Barn
- Adalbert Henrik Vilhelm (1811–1873) amiral ; gift (morganatiskt) 1850 med Therese Elssler/von Barnim (1808–1884)
- Elisabeth (1815–1885); gift 1836 med Karl av Hessen-Darmstadt (1809–1877)
- Waldemar (1817–1849)
- Maria av Preussen (1825–1889); gift 1842 med Maximilian II av Bayern (1811–1864)